# 経蔵 (醍醐寺)
経蔵（きょうぞう）醍醐寺経蔵（だいごじきょうぞう）は、醍醐寺にあった天竺様（大仏様）建築の経蔵。

## 歴史
- 鎌倉時代に建立。木造桧皮葺。
- 1939年（昭和14年）山火事が類焼したことで焼失した。

## その他
- 京都府教育委員会編「重要文化財醍醐寺開山堂、如意輪堂修理工事報告書」などに図面や古写真が残り焼失前の様子を伺うことができる。